# Pierre Robert Colas
Pour les articles homonymes, voir Colas.
Pierre Robert Colas, né le 13 janvier 1976 à Londres et mort assassiné le 26 août 2008 à son domicile de Nashville, est un archéologue et anthropologue allemand, spécialiste dans l'épigraphie et l'iconographie de la civilisation maya.

## Biographie
Pierre Robert Colas est connu pour ses contributions sur l'écriture maya, et ses travaux archéologiques dans les grottes Mayas. Il a également effectué des études ethnographiques et des enquêtes auprès des communautés Maya vivant au Belize. 

Depuis 2006, il occupe un poste de professeur adjoint dans le Département d'anthropologie des arts et des sciences à l'Université Vanderbilt de Nashville au Tennessee.

## Assassinat
Dans la soirée du 26 août 2008, Pierre Robert Colas est abattu à son domicile de Nashville. Sa sœur Marie, étudiante en troisième cycle en Suisse venait lui rendre visite au moment de l'attaque. Grièvement blessée, elle décède le 31 août 2008 à l'hôpital. Ils avaient respectivement 32 ans et 27 ans. Quatre suspects, trois hommes et une femme, ont été inculpés d'homicide dont le mobile à ce stade de l'enquête reste le vol.